# Arcybiskupi Cypru

## Biskupi Cypru
- Święty Barnaba I (45 A.D)
- Gelazy (325)
- Epifaniusz(368)
- Stawryn (403)
- Troilos(431)
- Regin (431)
- Olimpiusz (449)
- Stawryn II (457)
- Antym (470)
- Olimpiusz II
- Filoksen
- Sofroniusz I
- Grzegorz
- Arkadiusz I
- Plutarch (620)
- Arkadiusz II (630)
- Sergiusz (643)
- Epifaniusz II (681)
- Jan I (691)
- Jerzy (750)
- Konstanty (783)
- Epifaniusz III (890)
- Bazyli
- Mikołaj
- Jan II (1151)
- Barnaba II (1175)
- Sofroniusz II (1191)
- Izajasz (1209)
- Neofit (1222)
- Jerzy II (1254)
- Herman I (1260)

## Arcybiskupi Cypru
- Tymoteusz (1572)
- Wawrzyniec (1580)
- Neofit II (1592)
- Atanazy (1592)
- Beniamin (1600)
- Chrystodulos I (1606)
- Nikifor (1641)
- Hilarion (1674)
- Chrystodulos II (1682)
- Jakub I (1691)
- Herman II (1695)
- Atanazy IV (1705)
- Jakub II (1709)
- Sylwester (1718)
- Filoteusz (1734)
- Paisjusz (1759)
- Chryzant (1767)
- Cyprian (1810)
- Joachim (1821)
- Damaskin (1824)
- Panaret (1827)
- Joannicjusz (1840)
- Cyryl I (1849)
- Makary I (1854)
- Sofroniusz III (1865)
- Cyryl II (1909)
- Cyryl III (1916)
- Leoncjusz (1947)
- Makary II (1947)
- Makary III (1950)
- Chryzostom I (1977)
- Chryzostom II (2006)
- Jerzy III (2022)